# 5-Etil-N,N-dimetiltriptamina
5-Etil-N,N-dimetiltriptamina ou 5-etil-DMT é um derivado triptamina que atua como um agonista nos receptores de serotonina 5-HT1A e 5-HT1D, com aproximadamente 3 vezes mais seletividade para 5-HT1D.